# Клетъчно ядро
В Клетъчната биология Ядрото (от латински nucleus или nuculeus, ядка/ядро) е описано като мембранно ограничен клетъчен органел, присъстващ във всяка еукариотната клетка. В него се съдържа повечето от генетичния материал в клетката, организиран под формата на много на брой, дълги ДНК молекули в комплекс с разнообразни протеини като хистоните, формиращи хромозомите. Гените в тези хромозоми формират ядрения геном. Основната функция на ядрото е да поддържа генома непроменен и да контролира реализирането на гентичната информация.

## Характеристика
Ядрото е една от най-важните структури на еукариотната клетка. В него се осъществяват основните процеси, свързани с възпроизвеждането и реализацията на наследствената програма на клетката.
Обикновено клетката притежава едно ядро. Срещат се и многоядрени клетки. Те се получават в резултат от няколко деления на ядрото, които не са съпроводени с делене на клетъчното тяло, или при сливането на едноядрени клетки. Многоядрени клетки са напречно набраздените мускулни влакна, клетките на зародишната обвивка (амнион), някои чернодробни клетки, някои туморни клетки и др.
Формата на ядрото обикновено е сферична, но се срещат клетки с овални (мускулни влакна) или сегментирани (някои левкоцити) ядра.
Най-често ядрото е разположено в централната зона на клетката, но може да бъде и в периферията ѝ (при мастните клетки, растителните клетки и др.). В растителните клетки има голяма централна вакуола, която избутва ядрото към периферията.

## Делене на ядрото
Ядрото на една клетка може да възникне само от ядрото на друга клетка по пътя на деленето, а не като новообразувание в клетката. Структурата на ядрото в делящите се клетки претърпява съществени специфични промени, които водят до неговото разделяне на две. Такова ядро се нарича делящо се или митотично ядро. В клетките между две деления в периода на интерфазата ядрото показва структура, сходна с тази на ядрото в неделящите се клетки. Това ядро се нарича ядро в покой. В клетките, в които ядрата са престанали вече да се делят, но изпълняват определени функции в метаболизма, се означават като метаболитни ядра. По време на различните фази на деленето съдържащите се в ядрата нуклеинови киселини претърпяват промени в количествено отношение.
В еукариотните клетки ядрата могат да се делят по два начина. Единият от тях е митоза или кариокинеза или непряко делене. Вторият начин е амитоза или пряко делене.
Понятието митоза идва от латинската дума митос – нишка, а кариокинезис от – карион – ядро и кинезис – движение. Амитозата е делене без образуване на нишки.
Митотичното делене, характерно за еукариотните организми, протича с образуване на сложен апарат за разделяне на генетичен материал, наречен делително вретено. Чрез делителното вретено хромозомите се раздалечават в противоположните полюси на клетката, след което протича и разделяне на тялото на клетката – процес, който се означава като цитокинеза или цитотония. Този начин на делене е най-добре изявен в клетките на меристемните (образувателните) тъкани на растенията.
В хода на митозата се редуват няколко последователни фази: профаза, метафаза, анафаза, телофаза и отново започва интерфаза. През 4-те фази на митозата с ядрото настъпват бързи структурни промени, в резултат на които от едно ядро се образуват две ядра. Фазите преминават постепенно една в друга, но особено важна е анафазата, в която хромозомите се придвижват към полюсите на делителното вретено. Продължителността на фазите е различна. Интерфазата е фаза на покой между две деления.
Деленето на ядрото и клетката протичат доста бързо. Средно за 24 часа клетките се делят един път. Най-много време заема интерфазата. При по-висока температура деленето се извършва по-бързо.
Отделните фази на митотичното делене се различават под микроскопа според положението на хромозомите и се характеризират със специфични особености.

## Устройство
Ядрото е голям клетъчен органел. В клетките на бозайниците, средният му диаметър варира от 11 до 22 микрометра (μm) и заема около 10% от цялото клетъчно съдържимо.То е изпълнено с полутечна кариоплазма, която е много подобна на цитоплазмата извън ядрото. В ядрото се различават: ядрена обвивка, кариоплазма, хроматин и ядърце.

## Значение
Ядрото е носител на генетичната информация в клетката. В ядрото се извършват удвояването на генетичния материал (синтезирането на ДНК) и началния етап от реализацията на генетичната информация (синтезирането на РНК).

## Любопитно
Ако бъде премахнато ядрото, в клетката се прекратява синтезирането на белтъци и тя умира. Ако собственото ѝ ядро бъде върнато, жизнените функции на клетката се възстановяват. Ако в клетка, на която е отстранено ядрото, се присади ядро от друга клетка, то тя започва да синтезира белтъци, характерни за клетката, от която е взето ядрото. Следователно ядрото носи информация какви белтъци да се синтезират в клетката.